# Githa Lehrmann
Githa Lehrmann (født 19. november 1957 i København) er en dansk teaterskuespiller, lydbogsindlæser og foredragsholder.  

## Karriere
Githa Lehrman blev student fra Nørre Gymnasium i 1976 og arbejdede fra 1978-82 som skuespiller i Børneteatergruppen ARTIBUS I Ribe og Teatret Møllen i Haderslev. I 1982 blev hun optaget på Den Danske Scenekunstskole i Odense og debuterede i 1985 som Varja i Kirsebærhaven af Anton Tjekhov. Efter et par år i København hvor hun blandt andet var en del af Dr Dante og medvirkede i forestillingen Turkish Delight, blev hun i 1987 en fast del af ensemblet på Aalborg Teater og arbejdede der i 11 år. 
I 1998 startede Githa Lehrmann i ensemblet på Odense Teater som hun stadig er en del af. Githa har i sin egenskab af ensembleskuespiller spillet et utal af hovedroller, titelroller og biroller, men har også haft afstikkere til de fleste andre teatre i Danmark. I alt er det blevet til cirka 160 teaterforestillinger. Desuden har Githa medvirket i mindre roller i adskillige spillefilm og tv-serier gennem årene.
Githa har igennem hele sin 45-årige karriere indlæst lydbøger og er en meget kendt og elsket oplæser. Hun har indtalt omkring 1000 lydbøger i alle genrer bl.a. forfattere som Jussi Adler-Olsen (Afd. Q-serien), Sara Blædel (Louise Rick-serien og Bedemandens Datter), Anna Grue (Den Skaldede Detektiv-serien, Italiensvej), Elsebeth Egholm, Sissel-Jo Gazan og Siri Hustvedt, og hendes stemme er streamet mere end 20 millioner timer på lydbogstjenesten Mofibo.
Siden 2018 har Githa Lehrmann været bestyrelsesmedlem i Skuespillerforeningen af 1879.

## Priser og hædersbevisninger
- 2008: Hæderslegat fra Skuespillerforeningen af 1897
- 2019: Ole Haslunds Hæderslegat
- 2020: Odense Teater Finn Lassen Prisen
- 2021: Mofibo: Den store lydbogspris
- 2023: Mofibos ærespris Pharao prisen
- 2024: Hertha og Svend Rindoms Æreslegat. Dansk Skuespillerforfund

## Privatliv
Githa Lehrmann er mor til Carl Valentin som er folketingsmedlem for SF.